# Coll de Pal (Bagà)
El Coll de Pal és un coll de muntanya a 2.106 metres d'alçada sobre el nivell del mar que fa de divisòria entre el Puigllançada i el Cap del Serrat Gran, separant les valls del Riutort, tributari del riu Llobregat, a la conca del mateix nom; i del torrent de la Ringueta, tributari de la Ribera d'Alp, a la conca del Segre.
És al municipi de Bagà, a la comarca catalana del Berguedà.

## Etimologia
El topònim “Coll de Pal” probablement deriva de l'arrel pre-romana “pal” o “pala”, que significaria “vessant llis i molt vertical” o “prat inclinat i escarpat”. És una terminologia característica del Pirineu occità i català, així com de la zona alpina.

## Accés[calcitació]

### Carretera
Accessible fins al mateix coll, des de:
- El Berguedà, per la carretera BV-4024, a 19 km de Bagà. Oberta tot l'any, resta condicionada per la viabilitat hivernal. Part de la carretera ressegueix el traçat de la pista forestal existent (a l'alçada del Coll es fusionen) que portava a la Pleta de Comabella.
- Des de la Cerdanya només es pot arribar a través d'un camí de terra que surt de Masella a 6 km, al municipi d'Alp que enllaça amb la carretera BV-4024, al límit amb el municipi de Bagà. Accés tancat de novembre a maig. Cal seguir la carretera BV-4024 fins al Coll de Pal a 1,8 km.

### Senderisme
Hi passen els camins de gran recorregut:
- GR 4. Sender de Puigcerdà a Montserrat. Amb origen al pont internacional de Puigcerdà i que finalitza a Montserrat. Coll de Pal és el punt culminal d'aquest sender de gran recorregut. El mateix coll de Pal és final de l'etapa 2 (amb origen a Alp) i inici de l'etapa 3 (amb finalització al Santuari de Falgars).
- GR 150. Sender de circumval·lació al Parc Natural del Cadí-Moixeró. El mateix coll de Pal és final de l'etapa 8 (amb origen a Alp) i inici de l'etapa 9 (amb finalització a Bagà).
  - Al mateix coll, neix una variant del GR 150, el GR 150-1, que ressegueix tota la carena del Serrat Gran, la Tosa i les serres de Moixeró, Moixa, Muga i del Cadí, des de Coll de Pal, a l'est, fins a la Canal de Migdia a la serra del Cadí, a l'oest, on baixa al Coll de Jovell (Josa).

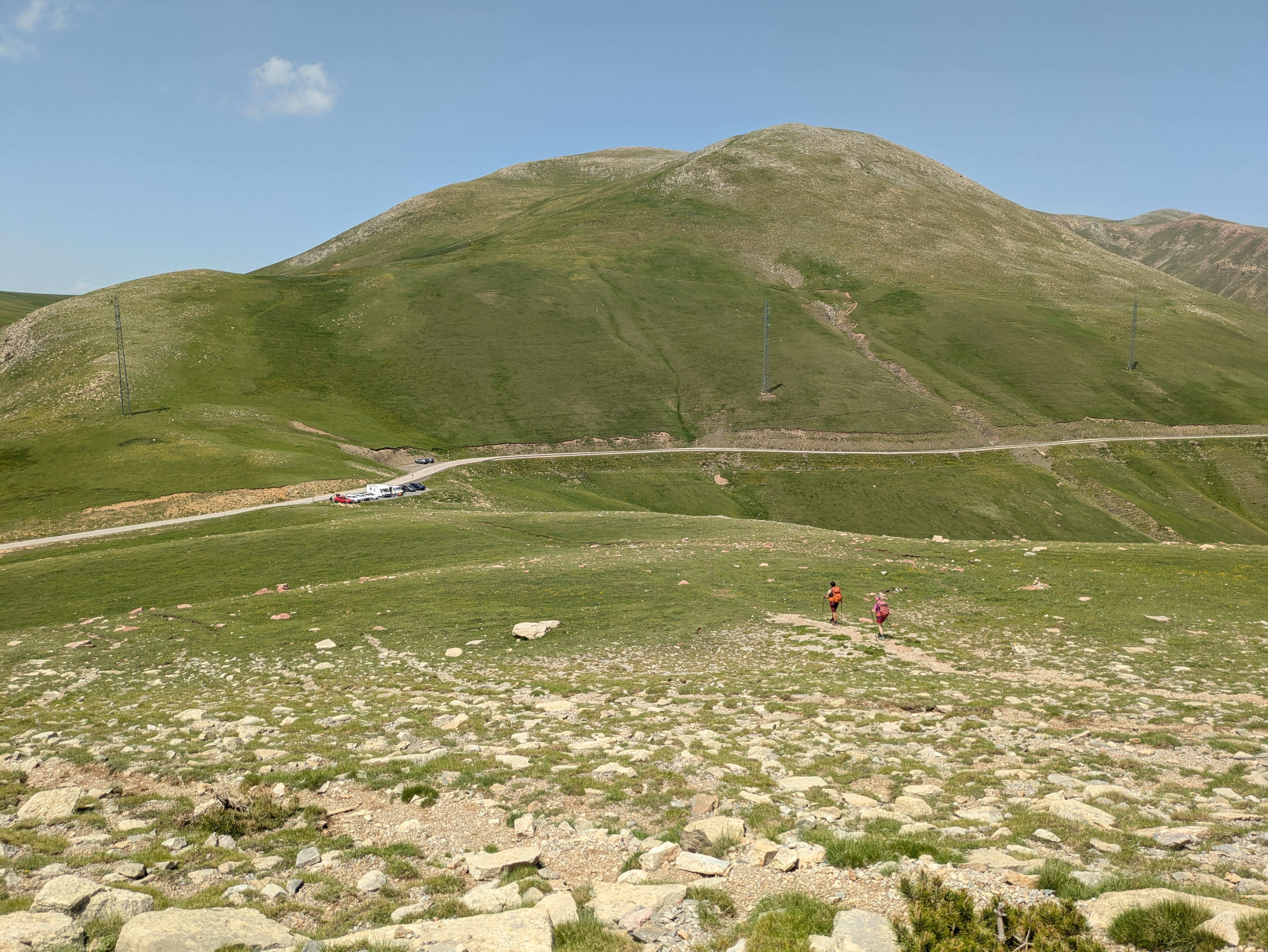
El GR 150-1 puja pel vessant immediatament després del coll, en direcció al Serrat Gran.

- GR 3. Sender central de Catalunya. Coll de Pal és el punt culminal d'aquest sender de gran recorregut. El mateix Coll de Pal és final de l'etapa 24 (amb origen a Alp) i inici de l'etapa 25 (amb finalització a Castellar de n'Hug).

## Línia elèctrica
Una línia aéria de transport d'energia eléctrica a 110 kv Cercs-Cerdanya de la companyia elèctrica FECSA creua el coll, aquesta prové de la subestació de Cercs de Fecsa-Endesa amb destí a la central d'Alp, i subministra fluid elèctric a la comarca de La Cerdanya. Fou instal·lada a l'any 1983, i inaugurada el 19 de novembre de 1983, pel President de la Generalitat de Catalunya.
Arran de fort vent, almenys en 3 ocasions han caigut algunes torres de suport en els últims anys, deixant la Cerdanya sense llum:
- El divendres, 24 de gener de 1992. Cau una torre de la línia, al pas d'una forta tempesta de neu.[7][8]
- El dissabte, 7 de desembre de 1996.[9] Cauen diferents torres per acumulació de gel. Per solucionar-ho, al 1997 es va desdoblar la línia just a Coll de Pal per garantir el subministrament en els casos que algun tram es veiés afectat per la meteorologia.[10]
- El dissabte, 24 i el diumenge, 25 de gener de 2009. Cauen diferents torres, al pas del cicló extratropical Klaus, amb forts cops de vent.[11]

## Activitats primàries i de natura

### Ramaderia extensiva
Pròxima al coll, hi ha la Pleta de Comabella, per al maneig ramader i de refugi de pastors, durant l'aprofitament estival d'herbes.

### Anellament d'ocells
En les proximitats, prop del Xalet de Coll de Pal, hi ha una estació d'anellament d'esforç del programa SYLVIA per al seguiment de la migració d'ocells, aquesta estació rep el nom de "Coll de Pal".

## Espeleologia
El terreny d'origen calcari afavoreix l'existència de diferents cavitats, en concret n'hi ha una que rep el nom de l'Avenc de Coll de Pal.

## Activitats esportives

### Esquí
A prop del coll hi trobem l'Estació d'esquí de Coll de Pal, vinculada a l'estació d'esquí de La Molina (estació d'esquí), amb uns remuntadors i un Refugi de Coll de Pal. La zona de Coll de Pal va ser exclosa expressament abans de la creació del parc natural Cadí-Moixeró, per ser destinada a la pràctica de l'esquí alpí (segons l'avanç de les normes subsidiàries de planejament objecte d'acord de la Comissió d'Urbanisme de Barcelona en sessió de 2 de març de 1983). La zona disposa d'un Pla Especial urbanístic del Paratge de Coll de Pal. L'any 2012 hi havia un projecte de Llac per a la producció de neu.
La cessió de la muntanyà de Coll de Pal, propietat de l'Ajuntament de Bagà a Ferrocarrils de la Generalitat de Catalunya (FGC), titular de l'estació d'esquí de La Molina es fa per un conveni per 30 anys amb un cànon de 60.000 euros anuals (a comptar des de l'any 2018) per l'ocupació de 90 hectàrees, a més de dues condicions que s'han de complir en cinc anys:
- Completar el telecadira de Coll de Pal, que ha de connectar l'estació municipal de Coll de Pal amb la Molina.
- Allargar el Telecabina de la Molina - Alp 2500 fins al Refugi Niu de l'Àliga i la Tosa.

Hi ha el Club d'Esquí Coll de Pal, fundat l'any 1977 després que el 1975 es projectés la creació d'una estació d'esquí a la zona de Coll del Pal.

### Ciclisme
Ha servit com a final d'etapa de diferents proves ciclistes, com la: 
- Volta a Catalunya, en dues ocasions: a la Volta a Catalunya de 1978 i la Volta a Catalunya de 1979.
- Setmana Catalana, en tres ocasions: Setmana Catalana de 2002, Setmana Catalana de 2003 i Setmana Catalana de 2005.

### Atletisme
Anualment al mes de maig s'hi fa:
- Vertical Coll de Pal. Cursa d'11,5 km per camins i corriols, amb un recorregut de Bagà a Coll de Pal.
- Pujada de Bagà a Coll de Pal. Cursa de 19 km amb un recorregut per la carretera BV-4024, d'accés a Coll de Pal, des de Bagà.

## Activitats militars

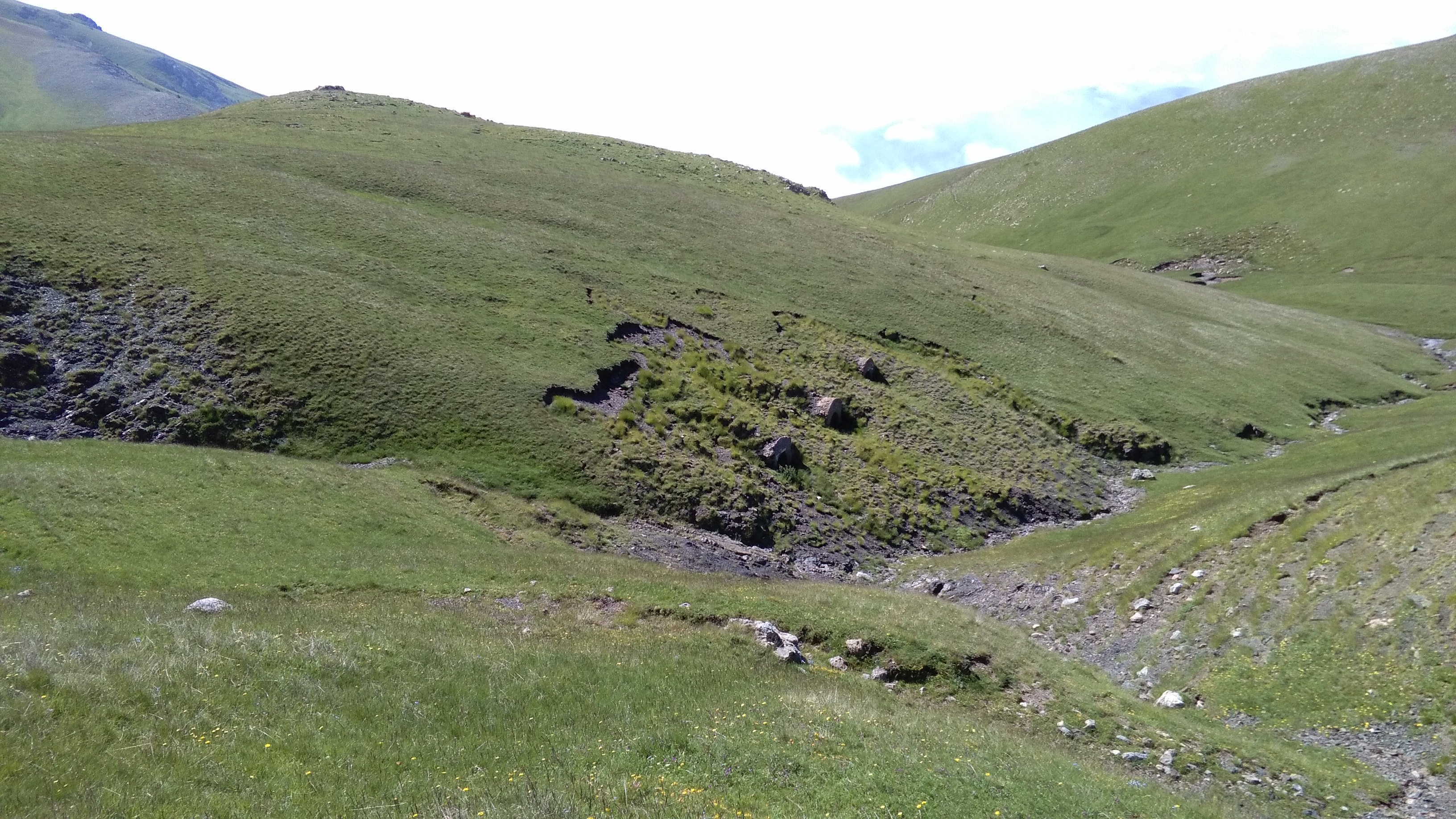
Comafloriu búnquers per refugi de personal i pous de municions Línia P

A la zona hi ha vestigis de la línia P, en concret pròxima a Coll de Pal, per a control de pas, hi ha diferents elements que corresponen al CR50, centre de resistència 50 del subsector 14:
- Entre el Cap del Serrat Gran i Comafloriu. A l'obaga, hi ha al vessant est, sobre el torrent de la Ringueta: dos búnquers per assentament d'ametralladora i un búnquer per a observatori de batalló.
- A Puigllançada. A l'obaga, en vessant oest, sobre el torrent de la Ringueta: dos búnquers per a assentament d'ametralladora.
- A la vall de Comafloriu, a la solana, en vessant sud i aigües del Riutort, hi ha tres búnquers per a refugi de personal i pous de municions.

Aquestes instal·lacions es van deixar l'any 1950, però l'exèrcit espanyol hi va fer seguiment fins a 1980.